# Teretrius angelae
Teretrius angelae är en skalbaggsart som beskrevs av Yves Gomy 2007. Teretrius angelae ingår i släktet Teretrius och familjen stumpbaggar. Inga underarter finns listade i Catalogue of Life.